# Qualificazioni alla Coppa d'Asia 2008 (calcio femminile)
Questa voce raccoglie un approfondimento sui risultati degli incontri e sulle classifiche per l'accesso alla fase finale della Coppa d'Asia 2008 (calcio femminile).

## Primo turno
| Squadra 1 | Totale | Squadra 2 | Andata | Ritorno |
| --------- | ------ | --------- | ------ | ------- |
| India     | 4 - 5  | Iran      | 3 - 1  | 1 - 4   |
| Hong Kong | 3 - 4  | Filippine | 2 - 3  | 1 - 1   |
| Singapore | 1 - 2  | Malaysia  | 0 - 2  | 1 - 0   |

## Secondo turno

### Girone A
| Squadra       | P.ti | G | V | P | S | RF | RS | DR |
| ------------- | ---- | - | - | - | - | -- | -- | -- |
| Vietnam       | 9    | 3 | 3 | 0 | 0 | 8  | 2  | +6 |
| Taipei cinese | 3    | 3 | 1 | 0 | 2 | 6  | 6  | 0  |
| Iran          | 3    | 3 | 1 | 0 | 2 | 5  | 8  | -3 |
| Birmania      | 3    | 3 | 1 | 0 | 2 | 2  | 5  | -3 |

| Squadra       | Vietnam (bandiera) | Taipei cinese (bandiera) | Iran (bandiera) | Birmania (bandiera) |
| ------------- | ------------------ | ------------------------ | --------------- | ------------------- |
| Vietnam       | —                  | —                        | 4 – 1           | —                   |
| Taipei cinese | 1 – 3              | —                        | 2 – 3           | —                   |
| Iran          | —                  | —                        | —               | 1 – 2               |
| Birmania      | 0 – 1              | 0 – 3                    | —               | —                   |

### Girone B
| Squadra       | P.ti | G | V | P | S | RF | RS | DR  |
| ------------- | ---- | - | - | - | - | -- | -- | --- |
| Corea del Sud | 9    | 3 | 3 | 0 | 0 | 22 | 0  | +22 |
| Thailandia    | 6    | 3 | 2 | 0 | 1 | 20 | 4  | +16 |
| Filippine     | 1    | 3 | 0 | 1 | 2 | 0  | 13 | -13 |
| Malaysia      | 1    | 3 | 0 | 1 | 2 | 0  | 25 | -25 |

| Squadra       | Corea del Sud (bandiera) | Thailandia (bandiera) | Filippine (bandiera) | Malaysia (bandiera) |
| ------------- | ------------------------ | --------------------- | -------------------- | ------------------- |
| Corea del Sud | —                        | —                     | 4 – 0                | —                   |
| Thailandia    | 0 – 4                    | —                     | –                    | 11 – 0              |
| Filippine     | —                        | 0 – 9                 | —                    | —                   |
| Malaysia      | 0 – 13                   | —                     | 0 – 0                | —                   |